# Mirrorthrone
Mirrorthrone — музыкальный проект из Швейцарии, основанный в июне 2000 года его единственным и неизменным участником — Владимиром Коше (Vladimir Cochet). Жанр исполняемых композиций можно охарактеризовать как блэк-метал с элементами прогрессивного, авангардного, неоклассического и пост-блэк-метал.

## История
История Mirrortrone начинается в июне 2000 года, когда Владимир, занимаясь сочинением нового альбома Weeping Birth и записью дебютной пластинки Unholy Matrimony «Love and Death» принял решение опробовать свои навыки в сочинении композиций, что включали бы в себя помимо традиционного для его проектов звучания элементы неоклассики и симфонической музыки. Желание объединить в новом музыкальном настроении агрессию и меланхолию, праведный гнев и чистосердечную откровенность в итоге обернулось мыслью о сочинении альбома, что повествовал бы о взаимоотношении человека и природы, раскрывая перед слушателем драматические последствия влияния техногенной цивилизации на окружающий мир. Стоит отметить, что ключевым аспектом работы в данном направлении стали многолетние философские изыскания Владимира в области феноменологии, а именно изучение трудов таких известных философов, как Мартин Хайдеггер, Эдмунд Гуссерль и Освальд Шпенглер, которому на дебютной пластинке посвящена композиция Racines Dénudées.
Первое демо, увидевшее свет в феврале 2001 года в количестве 50 копий, включало в себя 4 композиции, на двух из которых (Beyond the Mirrorthrone и Notion Of Perfect) можно было услышать партии женского вокала в исполнении Марты Галлас, покинувшей проект незадолго после релиза вышеупомянутого диска. Продолжив активную работу над проектом, в декабре 2002 года тиражом в 100 копий Владимир выпускает следующее демо Mirrorthrone, получившее название «Promo December 2002», куда помимо четырёх треков из предыдущего релиза были включены две черновые версии новых композиций.
Вскоре после декабрьского релиза проектом заинтересовался американский лейбл Red Stream, на котором впоследствии 8 мая 2003 года состоялся выпуск дебютного полноформатника Mirrorthrone позаимствовавшего название у проморелиза 2001 года «Of Wind And Weeping».
Работа над вторым альбомом заняла у Владимира около 3 лет, однако, когда в январе 2006 года пластинка Carriers Of Dust увидела свет, она сразу дала понять, что слушатель имеет дело поистине с монументальным и ортодоксальным по своей сути творением. Невооружённым глазом было заметно, что проект претерпел колоссальную качественную эволюцию, что отразилось в первую очередь на качестве записи и сведения материала, а также лирическом наполнении альбома. Основная его задумка, как и в случае с работой 2003 года, заключалась в воссоздании специфической атмосферы, где мрачный звук органа и скрипки словно покрывало окутывал бы разум слушателя, когда неистовая скорость драм машины и ненависть, заключённая в гитарных пассажах насквозь пронзала бы его сердце.
Структура альбома могла изначально показаться слегка неординарной для проектов Владимира, ибо она включала в себя всего 4 композиции, одна из которых длилась около 20 минут. Однако, стоило только поближе ознакомиться с её наполнением и ты уже мог без тени притворства утверждать, что имеешь дело все с тем же гениальным композитором, в каждой секунде музыки которого содержится свой, особый и неповторимый смысл. Лирическая концепция альбома в этот раз имела куда более яркий и радикальный характер, нежели меланхоличные и на первый взгляд невинные размышления о судьбе человека, представленные в дебютнике. Релиз альбома как и в случае с предшественником состоялся на лейбле Red Stream.
Запись материала для третьего альбома пришлась на период, когда Владимир активно работал над Carriers Of Dust, приняв впоследствии решение не заниматься микшированием этих треков и приберечь их на будущие года, сохранив в то же время периодичность выпуска новых пластинок, заданную предыдущими релизами. Будучи верным своим традициям, спустя два года после второго альбома, а именно 14 апреля 2008 года на уже хорошо известном читателю лейбле Red Stream в свет выходит третья и на сегодняшний день последняя работа Mirrorthrone под названием «Gangrene». Исключительной особенностью данной пластинки является её мастеринг в стенах Paradise Studio под руководством Жоффруа Лэгрэйнджа. Стоит также отметить, что завершающая альбом композиция So Frail в отличие от своих собратьев была записана и смикширована только в 2007—2008 годах. Она же впоследствии была включена в саундтрек видеоигры Brutal Legend.
Gangrene, как идейный последователь Carriers Of Dust, продолжил удивлять и ошеломлять слушателей изысканными и виртуозными музыкальными приёмами, обилием и колоритностью симфонических партий, трагизмом и эмоциональной открытостью струнных (Fecal Rebellion), неудержимой агрессией драм машины и проницательной техникой исполнения гитарных партий. Прислушавшись к мнению критиков после выпуска второго альбома, Владимиру удалось исправить множество мелких недочётов, что позволило достигнуть ещё более внушительного и захватывающего воображение звука в общей динамике альбома. Лирическое содержание первых пяти треков не претерпело существенных изменений со времен предшественника, мизантропические мотивы все также элегантно сливаются с душевной искренностью чистого вокала Владимира, сопровождая это эмоциональное путешествие множеством вопросов о том, что же на самом деле происходит сейчас в мире, кто несёт за это ответственность и готовы ли мы к тому будущему, на которое безвозвратно обрекаем себя своими поступками.
С тех пор прошло около 5 лет, за это время Владимир основал собственную звукозаписывающую студию Conatus Studios, став одним из самых известных и профессиональных звукорежиссёров в метал сообществе у себя на родине в Швейцарии, спродюсировав неимоверное количество альбомов и подарив широкую известность множеству молодых исполнителей, играющих преимущественно в стиле Metalcore.
Второе дыхание Mirrorthrone обрел лишь к середине 2012 года, когда Владимир смог найти в своем плотном графике свободное время, дабы наконец завершить сочинение и запись свежего материала. По его словам, новые композиции сохранили в себе основные признаки пластинок 2006 и 2008 годов, но в плане качества звука вышли на совершенно новый уровень, где особая роль была уделена работе над техникой гитарных пассажей, обилием клавишных и симфонических партий, а также качественно новому подходу в вопросе программирования драм машины. Влад планировал выпустить альбом до конца 2013 года, однако ему пришлось отложить эту затею ввиду неизвестных по сей день причин на неопределенный срок.

## Дискография
- Of Wind and Weeping (Demo) (2001)
- Promo December 2002 (2002)
- Of Wind and Weeping (2003)
- Carriers of Dust (2006)
- Gangrene (2008)